# Лесснер, Густав Арнольдович
Густав Арнольдович (Эмиль Густав Арнольд) Лесснер (нем. Emil Gustav Arnold Lessner, 5 января 1861 — 20 января 1907) — российский промышленник и автомобилестроитель шведско-немецкого происхождения, купец 1-й гильдии.

## Заводы Лесснера
В 1853 году отец купца, Густав Арнольд Лесснер основал на Сампсониевском проспекте небольшую мануфактуру по производству типографских станков, которая вскоре стала успешным многоотраслевым предприятием, выполнявшим государственные заказы Морского ведомства в том числе минные аппараты и самодвижущиеся мины). Двигатели Лесснер заказывал из Германии у фирмы Даймлера.
В 1898 г. завод переехал в крупное здание на Сампсониевской набережной. Вскоре появилось ещё одно здание на Выборгской набережной.
Завод Густава Лесснера стал первым крупным русским предприятием, рискнувшим заняться автомобилестроением. К чести предприятия можно отметить то, что оно строило и свои машины, а не только собирало их из импортных частей. К заслугам «Лесснера» можно отнести выпуск солидных легковых автомобилей, а также первой русской пожарной машины. Лесснер привлёк к сотрудничеству конструктора Б. Г. Луцкого, благодаря которому автомобили марки «Лесснер» получили известность на рынке. Также Лесснер сотрудничал с нефтяным концерном братьев Нобель.
В 1907 году он был отмечен Большой медалью Государя Императора «За установление автомобильного производства в России».
В 1909 г. расстраивается сотрудничество между заводом «Лесснер» и немецкой фирмой «Даймлер», недовольной низкими продажами автомобилей в России из-за завышенных цен.
В Озерках на Варваринской улице сохранилась дача Лесснера, которую в 1890 г. построил архитектор Б. А. Гук. Двухэтажный особняк в советский период принадлежал Дворцу творчества юных при Аничковом дворце.
В 1915 г. фирма, имевшая уже два завода в Петрограде («Старый Лесснер» и «Новый Лесснер»), объединилась с концерном «Нобель», ведущим российским производителем стационарных и судовых дизельных двигателей марки «Русский дизель». Так родилось объединение «Ноблесснер» с производством в Ревеле — Таллине, где с 1913 по 1917 гг. до обретения независимости Эстонией строили подводные лодки. До 2018 г. там были производство и ремонт судов. Фирма была создана сыном Густава Артуром Густавовичем, а со стороны семьи Нобель участвовал Эммануил Людвигович Нобель (племянник Альфреда Нобеля).
Рабочие «Лесснера» принимали участие в забастовках первых десятилетий XX века, связанных с революционной ситуацией.
После Октябрьской революции 1917 г. завод был национализирован, как и все производства страны. Завод Людвига Нобеля получил в 1919 г. название «Русский дизель», а завод «Новый Лесснер» стал Государственным механическим заводом им. Карла Маркса, а затем головным заводом Ленинградского машиностроительного объединения (ЛМО) имени Карла Маркса по производству оборудования для текстильной промышленности, включая оборудование для производства химических волокон. Большой Сампсониевский проспект тоже получил имя Карла Маркса, памятник которому в виде бюста был поставлен на проспекте в одноимённом сквере напротив здания исполкома Выборгского районного совета депутатов трудящихся (затем народных депутатов; ныне здание администрации Выборгского района Санкт-Петербурга) на углу улицы Капитана Воронина.
Во время Великой Отечественной войны завод имени Карла Маркса выпускал реактивные миномёты «Катюша», и во дворе заводоуправления одна из таких боевых машин БМ-13 была установлена на постамент в окружении фигур рабочих и воинов. После распада завода территория вокруг памятника оказалась у «Мостостроительного треста номер 6», который обязался его сохранить. Впоследствии сообщалось, что после банкротства мостостроительного предприятия памятник был вывезен с его территории.

### Крах завода Карла Маркса после распада СССР и новая застройка территории
В постсоветское время производство на заводе имени Карла Маркса остановилось; он накопил долги перед кредиторами, обанкротился, перешёл в частные руки и одно время носил имя нового владельца «завод имени Ахундова», связанное со скандалами по переделу собственности. Исторические производственные здания на нем сдавались в аренду, они горели, а затем их признали аварийными , а территорию продали и здания стали сносить, причем обрушение исторической застройки происходило с угрозой безопасности движения по Большому Сампсониевскому и вызывало протесты энтузиастов сохранения истории города — градозащитников. Территория была отведена под застройку жилым комплексом «Новый Лесснер», название которого было выбрано в память об уничтоженном для него заводе с вековой историей, важной в истории района. Аналогично поступили застройщики территории кондитерского комбината севернее на другой стороне проспекта, носившего в разные годы при СССР имена Микояна и Крупской, а с 1990-х годов по фамилии нового главы фирмы, Азарова, название «Азарт» — они назвали свой жилой комплекс в память дореволюционного основателя кондитерского производства «Георг Ландрин» и обещали сохранить то здание из числа фабричных, которое сохранилось с начала XX века, но северная часть его при расчистке территории была снесена. По зданиям старинных предприятий Лесснера и Ландрина застройщиками была заказана историческая и техническая экспертиза

В соответствии с распоряжением председателя КГИОП Сергея Макарова «Кузнечный цех Государственного механического завода им. Карла Маркса» (Большой Сампсониевский пр., д. 66, лит. О) включен в единый государственный реестр в качестве объекта культурного наследия регионального значения.
Государственная историко-культурная экспертиза выполнена экспертом Д.А. Зайцевой.
Здание нового кузнечного цеха было построено в 1928 году по проекту архитектора Льва Петровича Шишко. Единственное историческое здание комплекса, расположенное в центре заводского квартала, представляет собой яркий пример реализации строительных приемов и технологий первой трети XX века.
Его ценность обусловлена сохранностью большинства подлинных конструктивных элементов, включая бетонный каркас, кирпичное заполнение, бетонные своды, световые фонари, лестницу. В здании сохранились подлинные оконные заполнения с мелкой расстекловкой.

Архитектурное решение кузнечного цеха представляет тип мало сохранившихся ангарных построек с не перекрытым внутренним объемом. Отсутствие декора и отделки подчеркивают самодостаточность конструкций.— КГИОП СПб
Построенное в советское время здание заводоуправления объединения имени Карла Маркса на другой от основного производства, нечётной стороне улицы Александра Матросова сохранилось и было реконструировано под бизнес-центр «Выборгская застава». Проспект Карла Маркса стал снова Большим Сампсониевским. Памятник основателю марксизма из сквера его имени убрали, а сам сквер на углу улицы Капитана Воронина стал Воронинским; название Сампсониевский сад получила зона зелёных насаждений за Сампсониевским собором, где в XVIII веке было первое кладбище с могилами архитекторов и строителей города; могилы были давно утрачены, и территория при СССР носила название сада имени Карла Маркса.
«Русский дизель», расширяя производство, создал мощности в промышленной зоне станции Кирпичный завод в пригородном Всеволожском районе Ленинградской области, но в 1990-е годы оно закрылось и там, и на Выборгской стороне.
Судостроительный и судоремонтный завод в Таллине работал до 2018 г., и его территория меняет функциональное назначение.